# Raczyn (rejon łucki)
Raczyn (ukr. Рачин) – wieś na Ukrainie w rejonie łuckim obwodu wołyńskiego.

## Historia
Pod koniec XIX w. wieś w gminie Dubno, w powiecie dubieńskim.

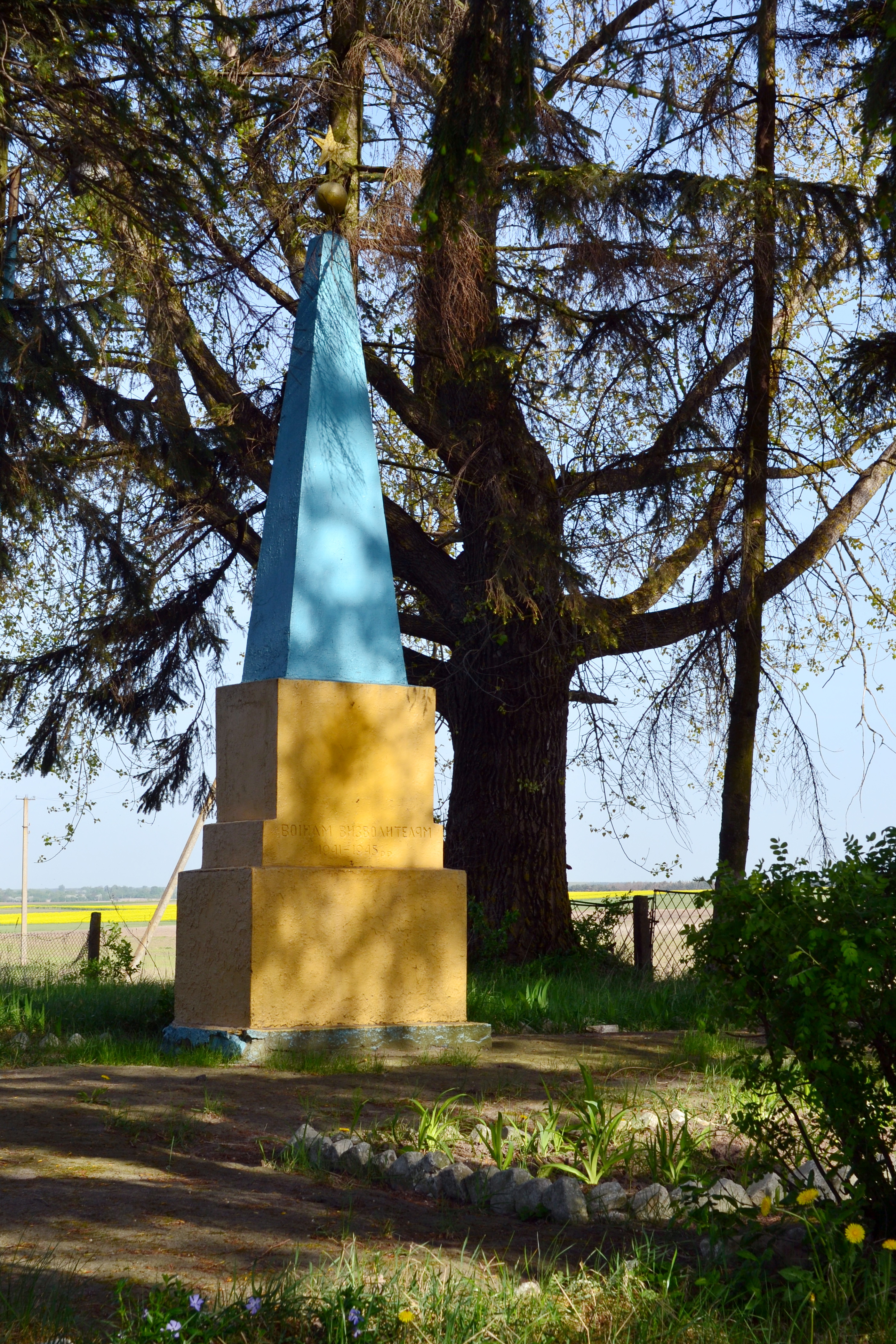

Do 2020 w rejonie horochowskim. 